# 林百里
林百里（英語：Barry Lam，1949年4月24日—），生於上海，長於香港，臺灣企業家，為廣達集團創辦人兼總裁、香港晶門科技前非執行主席。

## 簡歷
上海出生，一歲時正值第二次国共内战，由父母帶著逃難到香港，在調景嶺貧民窟長大，就讀香港德明中學（1960年入讀中一，1965年入讀中六）。據林百里描述，「這個學校只有一幢大樓，而且從樓下走到樓頂，可以從幼稚園念到大學。」
高中畢業後在香港考大學落榜，後來以香港僑生的身份（特種身分學生成績優待）考入國立臺灣大學電機系，並取得學士和碩士學位，與溫世仁是同學，兩人共同設計出臺灣第一部電腦，獲時任行政院長的蔣經國頒發的「青年獎章」，畢業後曾任三愛電子的總工程師及廠長。
1973年4月26日，林百里，與溫世仁、姚四川、梁次震、周永嘉與江英村等六人離開三愛電子，創辦金寶電子。1987年仁寶電腦平鎮廠火災，林百里離開待了15年的金寶電子以示負責，時任金寶總經理與新成立的仁寶電腦總經理。
1988年與梁次震等人自創廣達電腦，1999年成為全球「筆記型電腦」代工龍頭。廣達電腦的關係企業還有廣輝電子、廣明光電等，林百里常笑稱自己是「三廣總督」。2006年4月林百里宣佈廣輝電子將與友達合併，將成為消滅公司。
- 2003年，林百里先生捐贈臺大電機學院建成「博理館」，並贊助館內地下室構築為「博理藝廊」。
- 2010年3月，富比士公佈任廣達電腦董事長的林百里身價淨值二十九億美元，居該年全球第三百四十二，臺灣第三[4]。林百里雅好人文藝術[5]，為「清翫雅集」成員[6]，喜歡收集張大千作品。
- 2011年10月25日，於臺北世界設計大會中致詞表示，「我超恨臺大電機系」，引起軒然大波。[7]
- 2020年，富比士公佈的2020年台灣50大富豪，林百里淨資產達43億美元，排名第7 [8]。
- 2023年7月13日，根據彭博億萬富豪指數及富比士即時富豪榜的資料顯示，目前林百里身家突破了94億美元（約2923億台幣），整體超越張聰淵、林書鴻及郭台銘等富豪，躍居成為台灣首富 。

## 家庭
- 林百里的夫人是何莎，她曾就讀臺大商學院。
  - 長子林宇軒。
  - 次子林宇輝，林宇輝是交友網站《愛魅奇》（iMatchBox）創辦人。

## 廣達
對林百里而言，廣達不只是合約製造商或供應商，而是設計取向的製造商、客戶的共事者，以「系統解決方案研發與製造平臺」（SSDMM）做為經營策略，廣達著重設計層面；將設計力度與機能性一併注入輕型封裝是廣達成功的關鍵，提供客戶選擇結合不同特色產品的機會，設計定案後，接著是完成嶄新及高品質的樣品延伸到迅速的量產，這兩個特質，設計才能與卓越的供應鏈管理保障了客戶需求之效益，廣達則贏得與客戶長期合作關係。

在高科技範疇，彈性已是臺灣勝任的準則，而林百里被尊崇為結合工程、設計、製造之模範，對筆記型電腦的遠見，則是九零年代後期筆記型電腦成長茁壯的動力。
2008年5月份，慶賀廣達成立20週年，廣達被評為臺灣第二大私人製造企業，2007年總營業額7770億新臺幣，相較於2006年，收入成長45 %；2001年，對大多數的電子公司，皆為慘淡歲月，林百里卻能帶領廣達成為世界最大的筆記型電腦製造業者，產量也成長了50%；2002年，為了減低成本，在中國設立大規模的生產基地。

## 團隊
林百里對旗下員工的慷慨眾所皆知，工程師或設計團隊都有很高的報酬，並享有公司盈利，他將對設計與品質的關注理念傳遞給整個團隊，不懈怠地開發及精進產品，廣達研究院囊括了美術館、圖書館、健身房及游泳池，廣達有超過3萬位員工，其中工程師有3500位以上。

## 麻省理工學院
2005年，廣達與麻省理工學院一同著手T-Party計劃，5年的開拓是為下個世代建立一個資訊互動交流平臺，麻省理工學院的智囊團聯結廣達的實務經驗與技術，宗旨在於創造新界面和探索不同往常的管理與取得資訊通路，林百里說道：「我們相當高興能和知名的研究機構合作，麻省理工學院卓越的研究資源結合廣達世界首席之創新設計與優良製造團隊，期望以新穎的產品與服務來改善我們的生活品質及文化層面。」

## 一個兒童一臺電腦（OLPC）
林百里決定廣達成為「一個兒童一臺電腦」（One Laptop Per Child）之XO-1筆記型電腦設計加工廠商，至2007年2月廣達接手近100萬臺此機型低價電腦的訂單，參與這類性質的方案，可說是廣達回饋社會的一項行動，「一個兒童一臺電腦」亦是廣達「藍海計劃」的一部份，開發無其他競爭對手的新興市場區塊。

## 公眾電腦
林百里認為通往未來的一條途徑，即為公眾電腦的普及配合低價電腦（OLPC）方案，他揣擬於各樣機構或學校裝置「公眾電腦」，讓每個人都有使用的機會。
「如果使用者能付費（使用公眾電腦時），則低價電腦的價格可以更低一些，當使用自備的裝置時，其實是利用公眾電腦的資源與配備，因此低價電腦無需具備所有的電腦機能，舉例來說，寄送影片或音訊檔案、下載遊戲，取決在於哪一款遊戲使用者欲嘗試或哪一個電視頻道想要觀賞，那麼即可透過含有多媒體功能的公眾電腦取得，使用者只需負擔用到的部份，我相信未來會是低價電腦及公眾電腦的時代。」

## 經營風格
林百里將工程學的視野注入廣達製造的所有產品，因為強調工程品質的重要性，廣達雇用了超過3500位的工程師。
他亦是位機敏的商人，只要能保障公司獲利，願意採取任何必要的政策，像是2002年，將生產線移至中國，2006年，賣出旗下的廣輝電子。
林百里實踐「烏龜哲學」於業界著稱，即公司擴大業務時，不冒險也不保守，緩和穩定且低調的步伐邁進。
藝術贊助者與慈善家
林百里為重要的藝術贊助者，在文化教育方面更不遺餘力，1999年成立廣達文教基金會，成為臺灣推廣文化、藝術和教育最重要的機構之一，秉持「文化均富」的理念，基金會推行免費的教育性質展覽及企劃給學校，基金會曾二度獲頒文馨獎金獎，臺灣政府藉此讚揚其在社會文化傳承的傑出表現。
基金會主要運作的一項巡迴校園活動名為「游於藝」，利用當地與國際資源啟發莘莘學子國際視野，邀請藝術家或團體辦展，提供校園多元化的教育機會，如《朱銘太極拱門雕塑展》，與國家地理雜誌合作的《世界的臉譜影像展》，便將不同國度文化介紹給臺灣年輕世代，而《拼貼彩虹國‧飛覽伊甸園：非洲攝影巡迴展》提倡文化自覺與教育。至今，基金會已完成20項展覽，巡迴290間院校，吸引超過130萬名年輕人參觀。
林百里是亞洲最重要的藝術收藏家之一，擁有超過兩千件藝術品，特別是中國書畫，張大千是他相當欣賞及收藏豐沛藝術家，並贊助位於張大千故居的張大千先生紀念館，身為藝術愛好者，更於廣達總部設置廣雅軒，且擔任於2001年5月成立的臺北當代藝術館之董事長，此館以策劃世界級的展覽著名。
深信文化和藝術切關人類生活品質，林百里於臺灣致力文化產業，他是臺灣現代舞蹈首席團體雲門舞集的董事，雲門舞集曾在紐約古根漢美術館演出，時常於歐洲巡演；林百里亦身兼國立故宮博物院指導委員會委員與召集人，國立故宮博物院可謂世界上擁有最多重要中國歷史文物的博物館之一；林百里熱愛的尚有京劇，曾贊助京劇團赴美國表演。
對一位愛好藝文的慈善家而言，回饋給社會最佳的途徑，不外乎藉由藝術文化去豐富大家的生活，藝術使生活更有品質，帶給人們心靈上平靜、愉悅及富足，並學習體認事物與洞察一切，藝術永存，引領我們貼近真實，它包含精神與哲學性的深度，對人類生活來說，是不可或缺的，對藝術的信念，驅動林百里不間歇地推行藝文活動及教育自覺。
林百里在未來仍然會持續宣揚藝術價值，他的熱忱，藉由旗下的文教基金會，確保將來的世代在瞭解藝術重要性下成長。
在八八水災中，林百里與廣達電腦集團全體員工發起捐款活動，共同捐出新臺幣1 億元。
2010年元月，林百里成立以推廣表演藝術為宗旨的廣藝基金會。
於2020新冠肺炎期間，林百里讓夕陽產業變生醫新星。

## 榮譽

### 中华民国勋章奖章
- 二等景星勋章（2003年4月24日于台北总统府颁授[10]）
- 二等卿云勋章（2015年10月8日于台北总统府颁授[11]）

### 奖项
- 1999年獲美國《商業週刊》頒「亞洲之星」獎[12]
- 2001年獲美國《商業週刊》頒「亞洲之星」獎[13]
- 2002年獲美國《商業週刊》頒「全球最傑出的25位企業管理者」獎[14]
- 2002年獲行政院文化建設委員會頒「文馨獎特別獎」，表揚其於社會教育上的卓越貢獻
- 2005年獲英國安永會計師事務所頒「年度企業家」獎
- 2006年獲行政院文化建設委員會頒「文馨團體獎、個人獎」，表揚其於社會教育上的卓越貢獻
- 2009年獲天下雜誌頒「企業家最尊崇的企業家」獎
- 2010年獲行政院文化建設委員會頒「文馨獎金牌獎」，表揚其於社會教育上的卓越貢獻
- 2024年獲哈佛商業評論頒發百大企業領袖[15]

### 荣誉学位
- 2005年獲香港理工大學頒「榮譽博士學位」
- 2007年獲國立臺灣大學頒「榮譽博士學位」
- 2012年獲國立清華大學頒「榮譽博士學位」
- 2016年獲台灣亞洲大學頒「榮譽博士學位」
- 2020年獲台北醫學大學頒「榮譽博士學位」

## 外部連結
- 廣藝基金會 （页面存档备份，存于）
  - 廣藝基金會的Facebook專頁
  - 廣藝基金會的Instagram帳戶
  - YouTube上的Quanta Arts Foundation頻道
- 廣達文教基金會 （页面存档备份，存于）
  - 廣達文教基金會‧「學習感動，懂得尊重！」的Facebook專頁
  - 廣達文教基金會的Instagram帳戶
  - YouTube上的廣達文教基金會頻道
- 林百里：台灣不缺錢　缺乏創新的一代 （页面存档备份，存于）鏡週刊 Mirror Media.2016-11-11